# Hacke
Hacke was een geslacht dat meer dan een eeuw verbonden was aan de heerlijkheid Mijnden.

## Geschiedenis
De stamreeks begint met Arnold Maurits Hacke die in Tecklenburg geboren werd en in 1788 in Burgsteinfurt overleed. Zijn zoon Conrad Hacke (1785-1865) werd gereformeerd predikant te Heilo en Nieuw-Loosdrecht. Diens zoon dr. Jan Conrad Hacke (1814-1873) kocht de heerlijkheden Mijnden en de beide Loosdrechten die enkele generaties in het geslacht bleven. Naar die heerlijkheden noemden sommigen zich Hacke van Mijnden.
Het geslacht werd in 1914 opgenomen in het genealogische naslagwerk Nederland's Patriciaat. Het geslacht stierf in 1969 in mannelijke lijn uit en in 2024 in vrouwelijke lijn.

## Enkele telgen

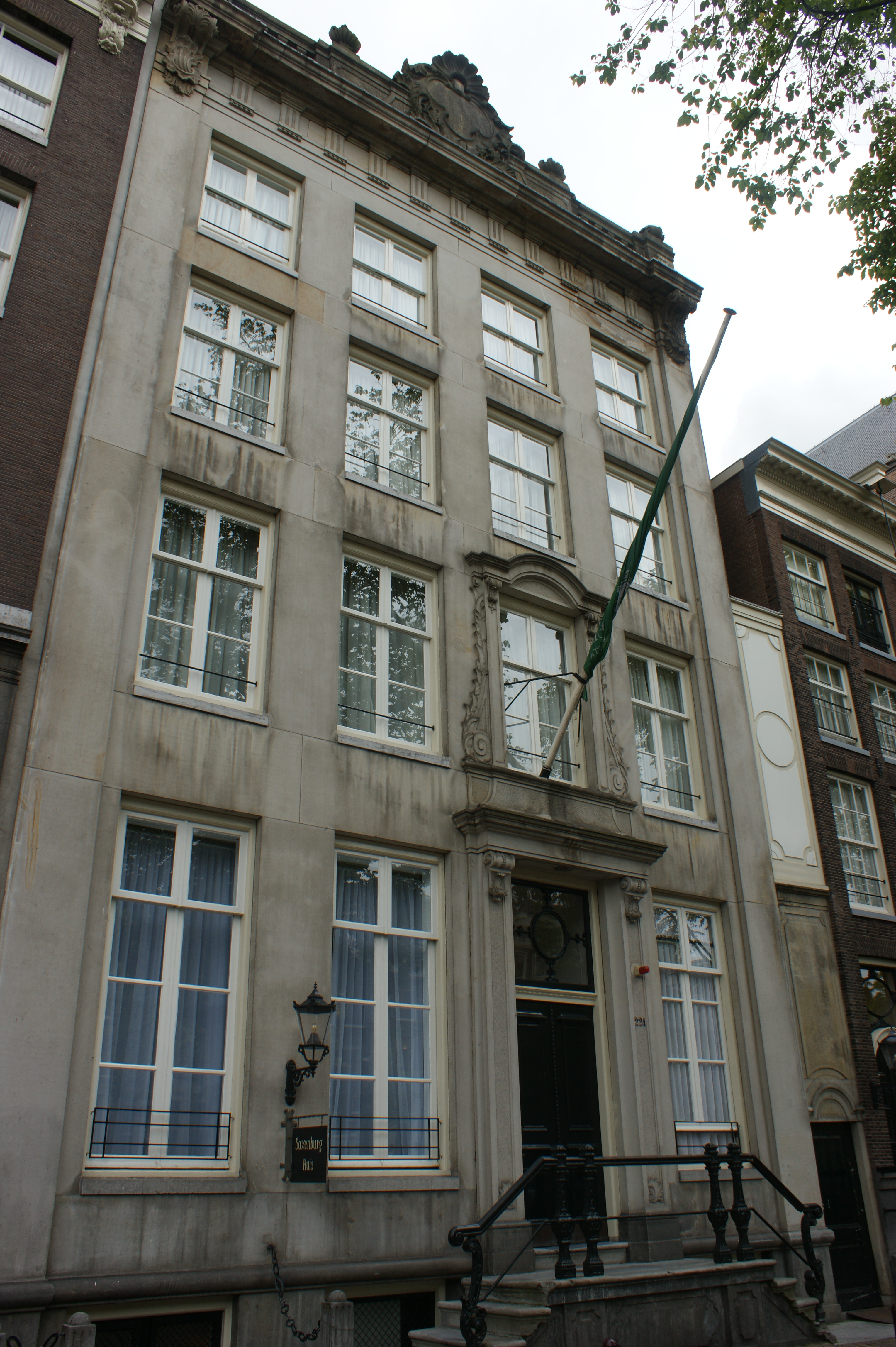
Saxenburg (Keizersgracht 224, 2011)

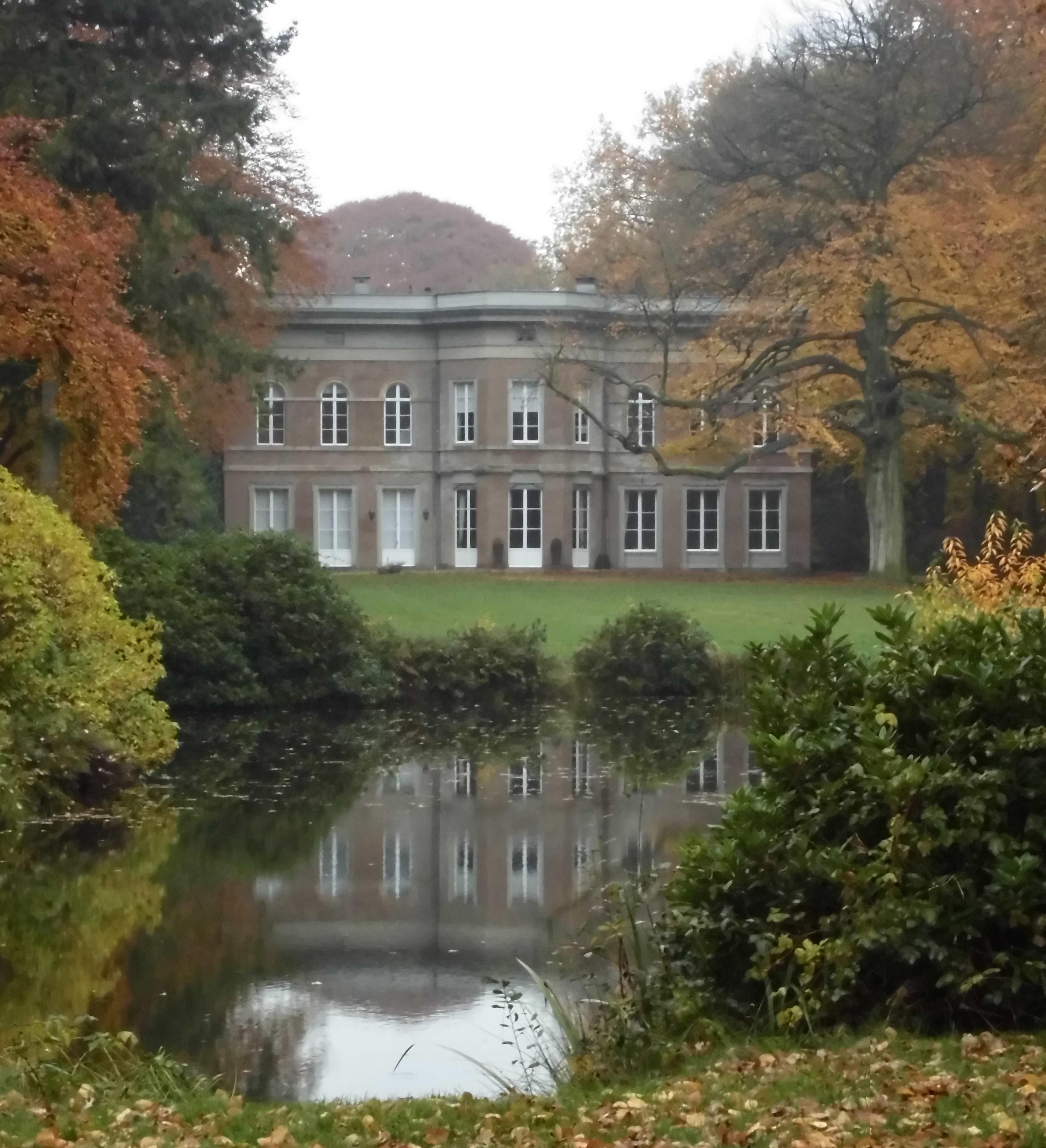
Eikenrode (2012)

Dr. Jan Conrad Hacke, heer van Mijnden en de beide Loosdrechten (1814-1873), vertaler van onder andere de Divina Commedia, woonde met zijn echtgenote jkvr. Janna Catharina Susanna Elias (1823-1868) op Saxenburg aan de Amsterdamse Keizersgracht en op landgoed Eikenrode te Loosdrecht
- Anna Sara Maria Hacke (1846-1921), vermaakte verscheidene objecten aan het Amsterdamse Rijksmuseum, waaronder het poppenhuis van Petronella Dunois;[2] trouwde in 1866 met mr. Gijsbert van Tienhoven (1841-1914), burgemeester van Amsterdam, minister, commissaris van de Koning
  - Mr. dr. Pieter Gerbrand van Tienhoven (1875-1953), natuurbeschermer en medeoprichter van de Vereniging Natuurmonumenten
- Conrad Jan Hacke, heer van Mijnden en de beide Loosdrechten (1847-1924), burgemeester van Loosdreoht
  - Anna Sara Maria Hacke (1878-1936); trouwde in 1902 met mr. Doede Jelle Kuipers (1875-1951), burgemeester
  - Jan Elias Hacke, heer van Mijnden en de beide Loosdrechten (1888-1969), laatste mannelijke telg van het geslacht
    - Elisabeth (Lies) Hacke van Mijnden (1929-2024), laatste telg van het geslacht[3]
- David Willem Hacke (1857-1880); trouwde in 1880 met Klasina Christina (Christine) Winkler (1857-1924), schrijfster
- Mr. Hendrik Cornelis Hacke (1859-1922), directeur Nederlandsche Grootboekbank
  - Dr. ir. Aart Hendrik Willem Hacke (1893-1961), topambtenaar en politicus; trouwde in 1921 met Josina Johanna Oudemans (1894-1966), telg uit het geslacht Oudemans, die het familie-landgoed Schovenhorst bewoonden

Geslachten die opgenomen zijn in het sinds 1910 verschijnende genealogische naslagwerk Nederland's Patriciaat. Lijst volgens opgave van het CBG Centrum voor familiegeschiedenis.
A · B · C · D · E · F · G · H · I · J · K · L · M · N · O · P · Q · R · S · T · U · V · W · Y · Z